# Christian Vande Velde
Christian Vande Velde eller Christian Vandevelde, (født 22. maj 1976 i Lemont) er en amerikansk tidligere cykelrytter.
Vandevelde er 180 cm. høj og har været professionel cykelrytter siden 1998, hvor han startede sin karriere på det daværende US Postal mandskab, hvor han kørte fra 1998 til 2003.
Efterfølgende fik Vandevelde kontrakt med Liberty Segouros hvor han kørte i et år 2004.
I 2005 kom Vandevelde til Team CSC hvor han  er på kontrakt til år 2007.
Vandeveldes hidtil største sejr leverede han i år 2006 da han vandt Tour de Luxenbourg.
Samme år leverede han en flot indsats i Tour de Suisse, hvilket var grundlaget for at han blev valgt til at køre Tour de France for Team CSC.